# 拉布亚迪斯
拉布亚迪斯（法語：La Bouilladisse，法語發音：[la bujadis]）是法国普罗旺斯-阿尔卑斯-蓝色海岸大区罗讷河口省的一个市镇，属于马赛区。

## 地理
拉布亚迪斯（43°23'43"N, 5°35'43"E）面积12.61 平方千米，位于法国普罗旺斯-阿尔卑斯-蓝色海岸大区罗讷河口省，该省份为法国东南部沿海省份，北起沃克吕兹省，西接加尔省，南濒地中海，东临瓦尔省。
与拉布亚迪斯接壤的市镇（或旧市镇、城区）包括：奥里奥尔、贝尔科代讷、拉代斯特鲁斯、佩尼耶、佩潘、特雷茨。
拉布亚迪斯的时区为UTC+01:00、UTC+02:00（夏令时）。

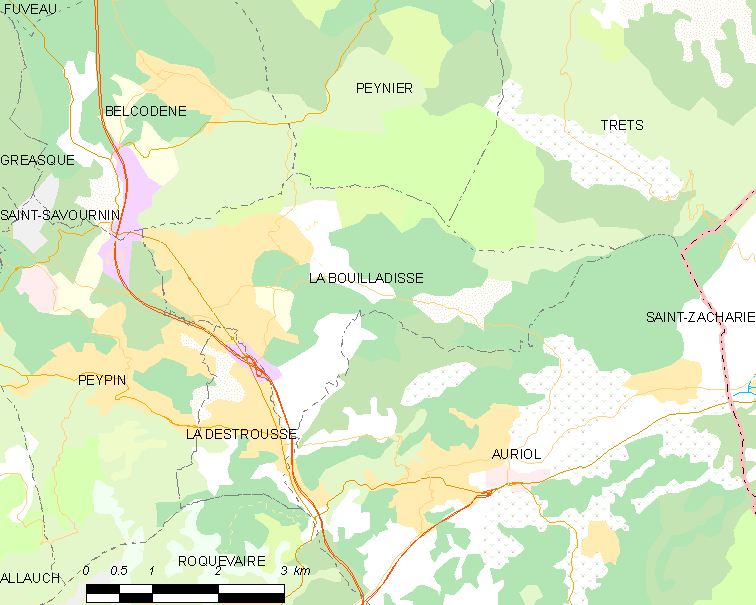
拉布亚迪斯的OSM定位图

## 行政
拉布亚迪斯的邮政编码为13720，INSEE市镇编码为13016。

## 政治
拉布亚迪斯所属的省级选区为阿洛县。

## 人口

1962-2008年间拉布亚迪斯人口变化图示

拉布亚迪斯于2022年1月1日时的人口数量为6447人。